# 五个为什么
五个为什么，又称为“五个为何”、“五问”或“五问法”，是一种提出问题的方法，用于探究造成特定问题的因果关系。五问法最终旨在确定特定缺陷或问题的根本原因。在日常生活当中，常常会听到有人提出类似于“碰到问题，多问几个为什么”的善意忠告，而五问法之中的道理就与此忠告非常类似。

## 示例
如下示例解释的就是五问法的基本过程：
- 我的汽车无法启动。（问题）

1. 为什么？：电池电量耗尽。（第一个为什么）
2. 为什么？：交流发电机不能正常工作。（第二个为什么）
3. 为什么？：交流发电机皮带断裂。（第三个为什么）
4. 为什么？：交流发电机皮带远远超出了其使用寿命，从未更换过。（第四个为什么）
5. 为什么？：我一直没有按照厂家推荐的保养计划对汽车进行过保养和维护。（第五个为什么，根本原因）

在实际应用当中，有可能将这种提问进一步扩展到六问、七问，甚至是更多的“为什么”。这么做很可能是合乎实际情况的，因为“五个为什么”之中所说的“五”并非一成不变的真理；反而，这个“五”字实际上说的就是，五次反复提出为什么，一般来说足以找出根本原因。真正的关键所在就是，鼓励解决问题的人要努力避开主观或自负的假设和逻辑陷阱，从结果着手，沿着因果关系链条，顺藤摸瓜，穿越不同的抽象层面，直至找出原有问题的根本原因。简而言之，就是鼓励解决问题的人要有“打破砂锅问到底”的精神。

## 历史
这种方法最初是由豐田佐吉提出的；后来，丰田汽车公司在发展完善其制造方法学的过程之中也采用了这一方法。作为豐田生產方式的入门课程的组成部分，这种方法成为其中问题求解培训的一项关键内容。丰田生产系统的设计师大野耐一曾经将五问法描述为“……丰田科学方法的基础……重复五次，问题的本质及其解决办法随即显而易见”。目前，该方法在丰田之外已经得到了广泛采用，并且现在持续改善法、精益生产法以及六西格玛法之中也得到了采用。

## 批评意见
对于工程技术人员来说，五问法是一种强而有效的工具，有助于他们发现问题的真正原因。不过，丰田公司全球采购部门的前董事总经理箕浦輝幸对此则提出了自己的批评意见，认为这一方法过于基础，以致其对于根本原因的分析难以企及保证这些原因得到修正所需的深度。其提出这种批评意见的理由包括：
- 调查人员倾向于停留在表面症状之上，而不能进一步追究到更深层次的根本原因。
- 无法超越调查人员当时现有的知识水平：无法找出他们当时并不了解的原因。
- 在帮助调查人员提出正确的“为什么”问题方面，缺乏支持。
- 结果缺乏可重复性：对于同样的问题，同样采用五问法，不同的人会得出不同的原因。

当仅仅通过演绎来运用这种方法的时候，则有可能碰到严重的问题。在继续进行下一个“为什么”之前，对当前的“为什么”加以当场查证，乃是避免发生此类问题的规范做法。